# 온양체육공원
온양체육공원(溫陽體育公園, Onyang Sports Park)는 대한민국 울산광역시 울주군에 있는 스포츠 시설이다. 인조잔디 필드와 우레탄 트랙이 갖춰진 경기장이며, 2009년 11월에 준공되었다.

## 참고 문헌
- “온양체육공원”. 울주군시설관리공단.
- 《2023 전국 공공체육시설 현황 (2022년 12월말 기준)》. 대한민국 문화체육관광부. 2024.